# Сарентіно
Сарентіно (італ. Sarentino) — муніципалітет в Італії, у регіоні Трентіно-Альто-Адідже,  провінція Больцано.
Сарентіно розташоване на відстані близько 540 км на північ від Рима, 70 км на північ від Тренто, 16 км на північ від Больцано.
Населення — 7005 осіб (2014).

## Демографія
Населення за роками:

Станом на 1 січня 2023 року в муніципалітеті офіційно проживало 259 іноземців з 45 країн, серед них 102 громадяни країн Євросоюзу та 3 громадяни України.

## Сусідні муніципалітети
- Авеленго
- Кампо-ді-Тренс
- Кьюза
- Фортецца
- Мельтіна
- Рачинес
- Ренон
- Сан-Дженезіо-Атезіно
- Сан-Леонардо-ін-Пассірія
- Шена
- Варна
- Верано
- Вілландро